# دار مسنين

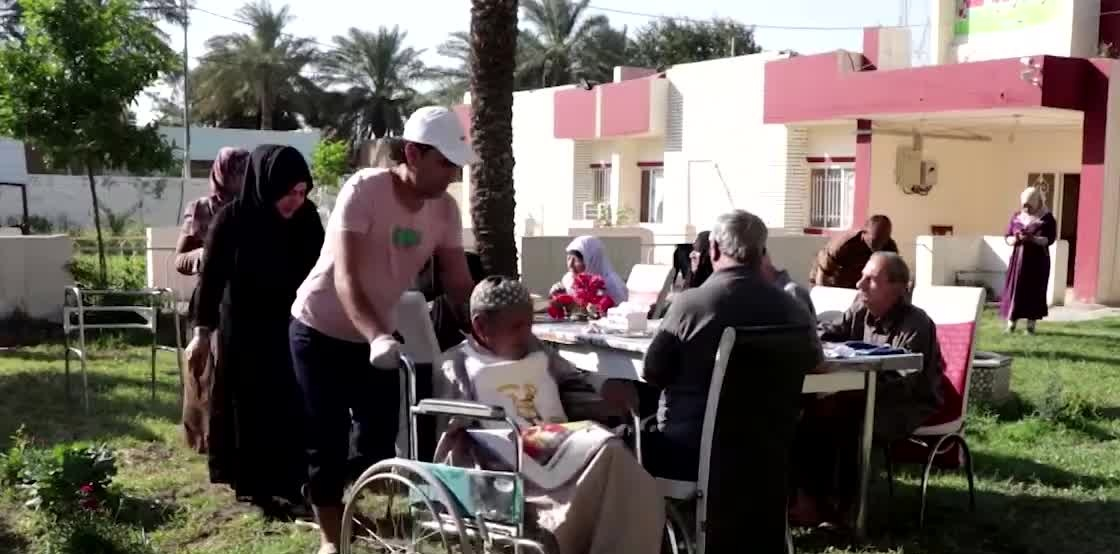
دارًا للمسنين في الكوت، العراق.

 دار مسنين أو نُزُل رعاية المُسنِّين - يسمى أحيانا منزل المسنين أو منزل الشيخوخة - على الرغم من أن هذا المصطلح يمكن أن يشير أيضا إلى دار تمريض - هو مرفق سكن متعدد الإقامة مخصص لكبار السن. عادة، كل شخص أو زوجين في المنزل لديه غرفة على غرار شقة أو جناح من الغرف. وتتوفر مرافق إضافية داخل المبنى. وهذا يمكن أن يشمل مرافق للوجبات، والتجمعات، والأنشطة الترفيهية، وشكل من أشكال الرعاية الصحية أو الضيافة. يمكن دفع مكان في منزل التقاعد على أساس الإيجار، مثل شقة، أو يمكن شراؤها على الدوام على نفس الأساس كما عمارات. ويختلف منزل التقاعد عن دار التمريض في المقام الأول في مستوى الرعاية الطبية المقدمة. تقدم مجتمعات التقاعد، على عكس بيوت التقاعد، منازل منفصلة ومستقلة للسكان.